# Jokojama Kumi
Jokojama Kumi (横山 久美; Hepburn: Yokoyama Kumi) (Tama, 1993. augusztus 13. –) japán válogatott labdarúgó.

## Klub
A labdarúgást az Okayama Yunogo Belle csapatában kezdte. 2014-ben az AC Nagano Parceiro csapatához szerződött. 74 bajnoki mérkőzésen lépett pályára és 87 gólt szerzett. 2017 és 2018 között Németországban játszott. A Frankfurt csapatában játszott. 2018-ban visszatért Japánba az AC Nagano Parceiro csapatához.

## Nemzeti válogatott
A japán U17-es válogatott tagjaként részt vett a 2010-es U17-es világbajnokságon. A japán U20-as válogatott tagjaként részt vett a 2012-es U20-as világbajnokságon.
2015-ben debütált a japán válogatottban. A japán válogatott tagjaként részt vett a 2018-as Ázsia-kupán. A japán válogatottban 35 mérkőzést játszott.

## Statisztika
| Japán válogatott | Japán válogatott | Japán válogatott |
| Időszak          | Mérk.            | gól              |
| ---------------- | ---------------- | ---------------- |
| 2015             | 5                | 2                |
| 2016             | 8                | 3                |
| 2017             | 11               | 6                |
| 2018             | 11               | 5                |
| Összesen         | 35               | 16               |

## Sikerei, díjai
Japán válogatott
- Ázsia-kupa:  Arany; 2018
- U20-as világbajnokság:  Bronz; 2012
- U17-es világbajnokság:  Ezüst; 2010